# Vievy-le-Rayé
Vievy-le-Rayé é uma comuna francesa na região administrativa do Centro, no departamento Loir-et-Cher. Estende-se por uma área de 46,9 km². Em 2010 a comuna tinha 462 habitantes (densidade: 9,9 hab./km²).